# راي ماكدونالد (لاعب كرة قدم أمريكية)
راي ماكدونالد (بالإنجليزية: Ray McDonald)‏ هو لاعب كرة قدم أمريكية أمريكي، ولد في 7 مايو 1944 في ماككيني في الولايات المتحدة، وتوفي في 4 مايو 1993 في دالاس في الولايات المتحدة.

## وصلات خارجية
- راي ماكدونالد على موقع مرجع كرة القدم المحترفة.كوم (الإنجليزية)